# Pontoosuc
Le village de Pontoosuc est situé dans le comté de Hancock, dans l’État de l’Illinois, aux États-Unis. Sa population s’élevait à 146 habitants lors du recensement de 2010, estimée à 142 habitants en 2016.

## Source
- (en) Cet article est partiellement ou en totalité issu de l’article de Wikipédia en anglais intitulé « Pontoosuc, Illinois » (voir la liste des auteurs).